# Trouble du soi
 (août 2024).
Un trouble du soi, également appelé trouble de l'ipséité, est un phénomène psychologique de perturbation ou de diminution du soi minimal d'un individu, c'est-à-dire le sentiment fondamental que ses expériences lui sont propres. Les personnes présentant un trouble du soi ont le sentiment que leurs expériences internes sont en réalité externes. Par exemple, elles peuvent avoir l’impression que leurs pensées ont une origine extérieure ; cela peut être un vague sentiment que leurs pensées ne leur appartiennent pas, mais ce peut aller jusqu'à des hallucinations auditives.
Il existe des preuves que le trouble du soi est caractéristique de la schizophrénie et du trouble de la personnalité schizotypique. Ainsi, le fait que ce trouble soit présent ou non permet parfois de distinguer les troubles du spectre de la schizophrénie des autres troubles psychotiques, mais aussi du trouble bipolaire, du trouble de la personnalité borderline et des troubles du spectre autistique. La détection du trouble de l'ipséité peut également être utile dans le cadre d'une intervention précoce dans la psychose, car il survient généralement dans la phase prodromique de la schizophrénie, avant l'apparition des symptômes psychotiques,.
Le concept ressemble aux symptômes de base de la schizophrénie, mais le terme en lui-même a été introduit au début des années 2000 avec l'échelle d'examen de l'expérience personnelle anormale (EASE), qui est utilisée pour mesurer la présence et la gravité du trouble de l'auto-dépendance. Le concept est associé à l’approche théorique de la psychologie connue sous le nom de phénoménologie.